# Ракужа
Раку́жа — колишнє село в Україні, у Семенівській міській громаді Новгород-Сіверського району Чернігівської області. Орган місцевого самоврядування — Хотіївська сільська рада.
Відповідно до Розпорядження Кабінету Міністрів України від 12 червня 2020 року № 730-р «Про визначення адміністративних центрів та затвердження територій територіальних громад Чернігівської області» увійшло до складу Семенівської міської громади.

## Географія
Знаходилося за 1 км на південний схід від села Гаті. Селом тече річка Ракужа.

## Історія
Після аварії на ЧАЕС село було віднесено до зони гарантованого добровільного відселення. Мешканці переселились у інші місця.

## Сучасний стан
18 червня 2013 року тринадцята сесія Чернігівської обласної ради затвердила рішення про зняття з обліку села.